# 羽曳野丘陵
羽曳野丘陵（はびきのきゅうりょう）は、大阪府の南河内地域にある丘陵。堺市美原区・富田林市・羽曳野市・藤井寺市・河内長野市にまたがる洪積台地。
日本武尊の白鳥伝説で知られており、丘陵上にPL教団本部及びPL学園・PLの塔と金剛ニュータウンを始めとした新興住宅地がある事で有名である。

## 丘陵の地形
石川左岸沿いと東除川の間に位置しており、南北約10km東西に4kmの洪積台地である。
丘陵地南部の最高点、標高160mから北になだらかに傾斜しており、標高最高点の位置は現在錦織公園として整備されかつての雑木林が残っている。

## 丘陵の地質
丘陵を構成する地層は第三世紀末から第四世紀洪積前期（約200万年前）にかけて汽水域などで堆積した未固結の地層（礫・砂・シルト・粘土）である大阪層群で構成されており、一部は高位段丘層で形成されている。そのため丘陵上でも富田林市では約100万年前当時に生息していたアケボノゾウの足跡や牙の化石、植物化石が発掘されている。

## 丘陵の形成
羽曳野丘陵が隆起により形成された時期は大阪層群の地層からおおよそ六甲山の変動が始まった170万年前からだとされており、丘陵東岸では隆起により生じた富田林褶曲を、丘陵地中央部の金剛ニュータウンでは陶器山褶曲を確認する事ができる。丘陵の隆起の影響により丘陵南端の富田林市錦織と河内長野市木戸町の間では天野川と石川の河川争奪が発生し、細谷池・細谷川がその名残だとされている。

## 名前の由来
古代の頃は羽曳野丘陵の北部・西部の標高50～80mの付近を埴生(はにう)山と呼んでおり、白鳥神社を始めとした日本武尊の白鳥伝説により羽曳山及び羽曳野と称されるようになったとされている。

## 歴史
縄文時代には藤井寺市の国府遺跡を始めとした丘陵地北端の標高の低い位置に集落が形成されていた。一方で標高の高い羽曳野丘陵中央部では当時の遺跡は殆ど発見されていない。
古墳時代には北部では誉田御廟山古墳を始めとした古市古墳群が、中央部・南部では廿山北古墳・廿山古墳のような古墳が多く丘陵上に築造された。
昭和30年頃までは丘陵一帯は赤松と雑木林に覆われた未利用地であったが近年では新興住宅地の開発が進み、丘陵上の大部分の土地が羽曳野が丘・金剛ニュータウンのようなニュータウンや四天王寺大学や大阪府立大学羽曳野キャンパスのような大学の敷地として造成工事が行われた。